# تحطم طائرتين دون طيار في بيروت 2019
أفادَ مسؤولون لبنانيون ومن حزب الله أنه في الساعة 2:30 صباحًا بالتوقيت المحلي (23:30 بتوقيت جرينتش) في 25 أغسطس 2019، تحطمت طائرتان بدون طيار في منطقة الضاحية الجنوبية في بيروت. وفقًا للمسؤولين اللبنانيين فقد هاجمت طائرتان إسرائيليتان مدينة بيروت؛ تحطمت إحداهما على سطح مركز حزب الله الإعلامي بينما انفجرت الثانية في الهواء وألحقت أضرارًا بالمبنى. لم تتعرض الطائرتان للاستهداف من قبل حزب الله أثناء تنفيذهما الهجوم. يعد هذا أول حادث من نوعه بين إسرائيل ولبنان منذ حرب لبنان عام 2006. ادّعت صحيفة يديعوت أحرنوت أن هذه الطائرات قد تم تصنيعها في إيران وليس في إسرائيل.

## الحادث
ادعى حزب الله أن إحدى الطائرتين اللتين سقطتا على معقله في بيروت، كانت مليئة بالمتفجرات وتسببت في أضرار لمركزه الإعلامي، مما أسفر عن إصابة ثلاثة أشخاص. وذكر موقع ديبكا فايل الاستخباراتي الإسرائيلي نقلاً عن مصادر مجهولة أن إسرائيل استهدفت المركز الإعلامي ربما باستخدام طائرة هاربي، وأن الهجوم كان هدفه محاولة قتل. قال الجيش الإسرائيلي أنه لا يعلق على «التقارير الأجنبية».
وصف زعيم حزب الله حسن نصر الله الهجوم بأنه «مهمة انتحارية» وقال أن طائرات إسرائيلية أخرى ستستهدف لبنان.
ذكرت بعض وسائل الإعلام الإسرائيلية أن الطائرات التي سقطت في بيروت كانت إيرانية الصنع وفقًا لنماذجها وليس إسرائيلية.

## لاحقًا
قامت الطائرات الإسرائيلية برحلات جوية منخفضة فوق صيدا، وفقًا لوكالة الأنباء اللبنانية. قال زعيم حزب الله حسن نصر الله إنه سيسقط الطائرات الإسرائيلية بدون طيار فوق سماء لبنان من الآن فصاعدًا. وقال رئيس الوزراء اللبناني سعد الحريري إن الهجمات بطائرات بدون طيار ترقى إلى مستوى الهجوم المفتوح على سيادة البلاد.
في اليوم التالي، هاجمت طائرة إسرائيلية قاعدة عسكرية تتبع الجبهة الشعبية لتحرير فلسطين – القيادة العامة في بلدة قوسيا اللبنانية قُرب الحدود مع سوريا، مما يجعل ذلك ثاني هجوم إسرائيلي على لبنان منذ حرب لبنان 2006.
في 28 أغسطس، بعد ثلاثة أيام من الحادث، قام الجيش اللبناني بإطلاق النار على 3 طائرات استطلاع إسرائيلية خرقت الأجواء اللبنانية، في منطقتي العديسة وكفركلا، ممّا اضطرها إلى الانسحاب. وقد أقرّ الجيش الإسرائيلي بالحادثة نافيًا وقوع أي أضرار.